# 比耶内
比耶内（法語：Bierné，法語發音：[bjɛʁne]）是法国马耶讷省的一个旧市镇，位于该省东南部，属于贡捷堡区。2019年，比耶内与临近的3个市镇合并为新市镇比耶内莱维拉日，比耶内为新市镇行政中心。

## 地理
比耶内（47°48'38"N, 0°32'36"W）面积24.15 平方千米，位于法国卢瓦尔河地区大区马耶讷省，该省份为法国西北部内陆省份，北起芒什省和奧恩省，西接伊勒-维莱讷省，南至曼恩-卢瓦尔省，东临萨尔特省。
与比耶内接壤的市镇（或旧市镇、城区）包括：圣但尼当茹、米雷、阿让通圣母村、布埃尔、沙特兰、格莱兹河畔热讷、格雷昂布埃尔、圣洛朗德莫尔捷、圣米歇尔德凡。
比耶内的时区为UTC+01:00、UTC+02:00（夏令时）。

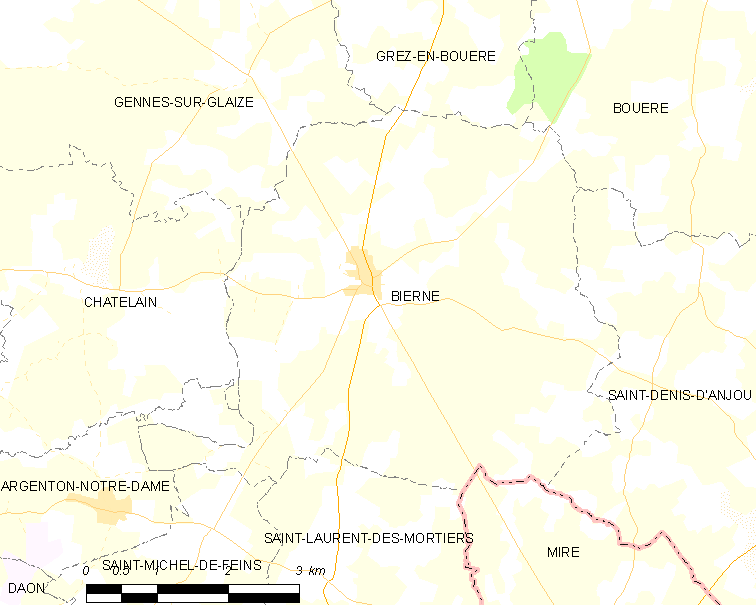
比耶内的OSM定位图

## 行政
比耶内的邮政编码为53290，INSEE市镇编码为53029。

## 政治
比耶内所属的省级选区为马耶讷河畔贡捷堡第一县。

## 交通
马耶讷省省道D15线、D105线、D145线和D213线在境内交汇。

## 人口

1962-2008年间比耶内人口变化图示

比耶内于2018年1月1日时的人口数量为678人。